# Jorge I de Georgia
Jorge I (en georgiano: გიორგი I: Giorgi I) (998 o 1002 – 16 de agosto de 1027), de la Casa de Bagrationi, fue rey de Georgia desde 1014 hasta su muerte en 1027. Pasó la mayoría de sus trece años de reinado inmerso en una sangrienta e infructuosa guerra territorial con el Imperio bizantino.

## Comienzos del reinado
Jorge nació en 998 o, según una versión más tardía de las crónicas georgianas, en 1002, del rey Bagrat III. A la muerte de su padre, el 7 de mayo de 1014, heredó los reinos de Abjasia, Kartli y Kajetia unidos en un único estado de Georgia. Como su predecesor, Jorge continuó usando el título de Rey de los Abjasios (Ap'xaz) y Georgianos (K'art'velians). Fuentes contemporáneas, no obstante, omiten frecuentemente uno de los dos componentes de este título cuando lo abrevian.
La juventud del nuevo soberano fue inmediatamente explotada por los grandes nobles, cuyos privilegios habían sido suprimidos por la dureza de Bagrat. Alrededor del mismo año, las provincias orientales de Kajetia y Hereti, adquiridos difícilmente por Bagrat, iniciaron una revuelta y establecieron su propio gobierno bajo Kvirike III (1010/1014–1029), que también incorporó una porción del vecino reino de Arran (Run), lo que le habilitó para reclamar el título de Rey de los Kajetios y Ranios. Jorge fue incapaz de impedir el movimiento y buscó una alianza con este reino, más que intentar reincorporarlo al estado georgiano, dejando pendiente la reclamación sobre Kajetia y Hereti a sus sucesores.

## Guerra y paz con Bizancio

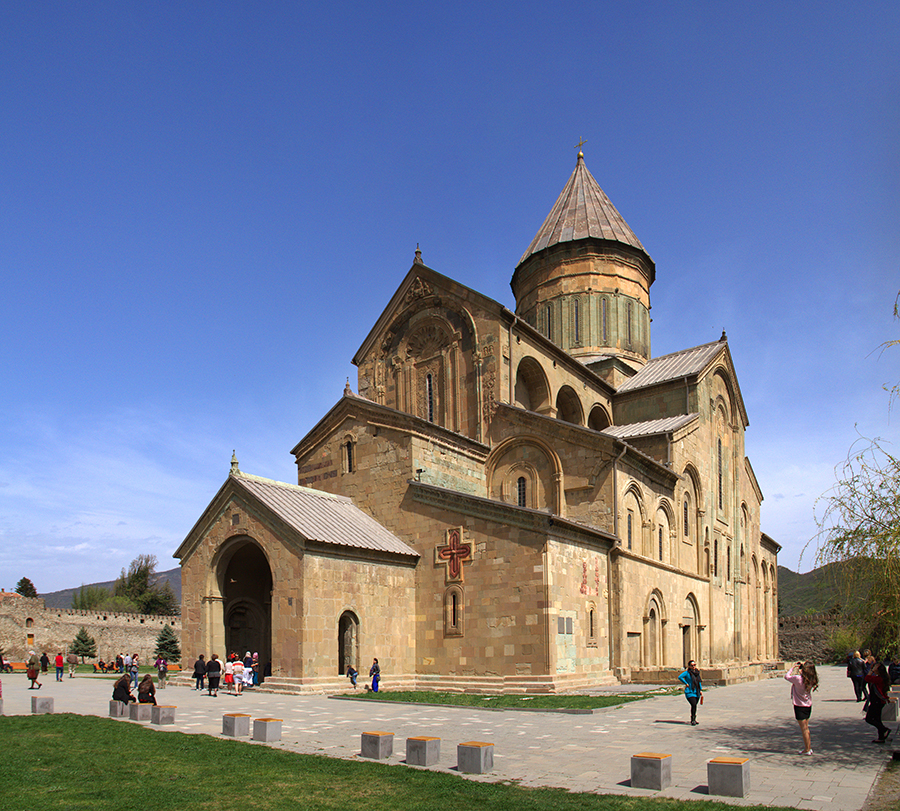
La construcción de la catedral de Svetitskhoveli en Mtskheta, ahora UNESCO Patrimonio de la Humanidad, fue iniciada en la década de 1020 por Jorge I.

El acontecimiento político y militar más importante durante el reinado de Jorge, una guerra contra el Imperio bizantino, remontaba sus orígenes a la década de 990, cuando el príncipe georgiano David III Kuropalates, tras su malograda rebelión contra el emperador Basilio II, tuvo que ceder sus extensas posesiones en Tao y las tierras vecinas al emperador, a su muerte. Todos los esfuerzos del hijastro de David y padre de Jorge, Bagrat III, para impedir que estos fueran anexionados al Imperio fueron en vano. Joven y ambicioso, Jorge lanzó una campaña para restaurar la sucesión al Kuropalates en Georgia y ocupó Tao en 1015–1016. También formó una alianza con el Califa Fatimi de Egipto, Al-Hákim (996–1021), que puso a Basilio en una difícil situación, obligándole a refrenar la respuesta a la ofensiva de Jorge.
Además, los bizantinos se encontraban inmersos en una guerra implacable contra el Imperio Búlgaro, limitando sus acciones al frente oeste. Pero en cuanto Bulgaria fue conquistada, y Al-Hákim falleció, Basilio dirigió su ejército contra Georgia (1021). Una guerra agotadora que duró dos años, y concluyó con una decisiva victoria bizantina, forzando a Jorge a aceptar un tratado de paz, por el que no sólo tuvo que abandonar sus reclamaciones sobre Tao, sino entregar muchos de sus territorios suroccidentales a Basilio y dar a su hijo Bagrat, como rehén. Tras el tratado de paz, Constantinopla fue visitada por el Católicos-Patriarca Melchizedek I de Georgia, que obtuvo ayuda financiera bizantina para la construcción de Svetitsjoveli (literalmente, el Pilar Viviente), una gran catedral ortodoxa en la ciudad de Mtsjeta.
Después, Basilio mantuvo la paz con Georgia, permitiendo al príncipe Bagrat regresar a casa dos años más tarde (1025): pero el nuevo emperador, Constantino VIII, que sucedió a Basilio a su muerte, decidió llevar a Bagrat de nuevo a Constantinopla. Sin embargo, el correo imperial no pudo llevarse al príncipe, que se encontraba ya en Georgia. Esto deterioró las relaciones bizantino-georgianas, particularmente después de que una conspiración organizada por Nikephoros Komnenos, el Catapán de Vaspurakan, y que presuntamente implicaba a Jorge I, saliera a la luz.
Jorge evidentemente preparaba su venganza, pero  murió de repente en Trialeti el 16 de agosto de 1027. Está enterrado en la Catedral de Bagrati en su capital Kutaisi. Una tumba recientemente descubierta, presumiblemente saqueada en el siglo XIX, se piensa que pudo haber pertenecido a Jorge I.

## Familia
Jorge estuvo casado dos veces – primero con la princesa Armenia Mariam de Vaspurakan con quien  tuvo un hijo llamado Bagrat e hijas: Guarandukht, Marta, y Kata; y segundo con Alde de Alania, quién dio nacimiento a un hijo, Demetre.

## En literatura
La representación más importante de Jorge I en la ficción histórica es probablemente en la gran obra de Konstantine Gamsakhurdia , La mano derecha del Gran Maestro. El autor ha señalado a menudo su profundo interés en el carácter y la figura histórica de Jorge, así como en su reinado lleno de confusión y turbulencia. En la historia, el rey disfruta bebiendo en tabernas de clase baja con sus camaradas disfrazados como campesinos. El autor parece enfatizar su personalidad humana y carnal pese a su estatus social.